# Kinhydron
Kinhydron är en additionsförening bestående av grönskimrande, rödbruna, nålformiga samkristaller, bildade genom kristallisation ur en lösning av hydrokinon och 1,4-bensokinon.

## Användning
Ämnet används i kinhydronelektroden för pH-bestämningar. Elektroden är en platinaelektrod i en lösning av saltsyra, mättad med kinhydron och kinon. Den används inom elektrokemin som normalelektrod för bestämning av vätejonkoncentration.